# Popielów (gmina)
Popielów est une gmina rurale du powiat de Opole, Opole, dans le sud-ouest de la Pologne. Son siège est le village de Popielów, qui se situe environ 23 km au nord-ouest de la capitale régionale Opole.
La gmina couvre une superficie de 175,57 km2 pour une population de 8 502 habitants.

## Géographie
La gmina inclut les villages de Kaniów, Karłowice, Kurznie, Kuźnica Katowska, Lubienia, Nowe Siołkowice, Popielów, Popielowska Kolonia, Rybna, Stare Kolnie, Stare Siołkowice et Stobrawa.
La gmina borde les gminy de Dąbrowa, Dobrzeń Wielki, Lewin Brzeski, Lubsza, Pokój, Skarbimierz et Świerczów.